# Sätt dig på bocken
Sätt dig på bocken eller Resan till Pepparkakeland är en svensk julsång, skriven av Einar Nerman och publicerad i Morfars visor. Sången beskriver en ridtur på bock, borttill en så kallad "pepparkakskung". Villkoret för den som vill följa med är att inte äta upp kungen.
Sången är delvis känd för att Ingela "Pling" Forsman sjöng den som fyraåring sången i barnprogrammet "Barnens brevlåda" i Sveriges Radio.

## Publikation
- Lek med toner, 1971 (som "Resan till Pepparkakeland")

## Inspelningar
Sången har spelats in av bland andra Solveig Linnér. och av Kerstin Andebys barnkör & Peter Wanngrens orkester, och gavs ut på skivalbumet Julskivan 2005.